# لوسيان شو
لوسيان شو (بالإنجليزية: Lucien Shaw) هو محامي وقاضي وسياسي أمريكي، ولد في 1 مارس 1845 في الولايات المتحدة، وتوفي في 19 مارس 1933 في غلينديل في الولايات المتحدة. حزبياً، نشط في الحزب الجمهوري.